# 謝繼遷
謝繼遷（1606年—17世紀），字禹門，山東萊州府掖縣人，明朝政治人物。

## 生平
謝繼遷是崇禎六年（1633年）癸酉科山東鄉試第十四名舉人，十年（1637年）丁丑科進士。戶部觀政，十一年（1638年）授山西太平縣知縣，十二年（1639年）調南和縣知縣，十三年（1640年）考察，十五年（1642年）謫山西按察司照磨，同年升永平府推官，決斷案件敏捷無冤案，十六年（1643年）謫浙江按察司照磨，十七年（1644年）丁憂歸里。正值甲申之變，從此不再出仕。清朝撫按多次徵召，他均婉言推辭，在庵居住蔬食終老。

## 家族
曾祖謝景；祖父謝文顯；父謝夢麟，廩生。

## 引用
1. ↑  乾隆《掖縣志》·卷三：崇正……癸酉（舉人） 謝繼遷 見進士
2. ↑  《崇禎十年丁丑科進士三代履歷》：謝繼遷，曾祖景，祖文顯；父夢麟，廩生。禹門，詩五房，丙午九月初一日生，掖縣人，癸酉十四名，會一百七十四名，三甲二百二名，戶部觀政，戊寅授山西太平知縣，己卯調南和，庚辰考察，壬午補山西按察司炤磨，本年升永平府推官，癸未考察，降補浙江按察司炤磨，甲申閒住。
3. ↑  乾隆《掖縣志·卷四》：謝繼遷，字禹門，崇正丁丑進士，除永平司李，擊斷敏捷無冤民；丁艱歸，值甲申之變，遂絕意仕進。撫按累上迫就徵車，繼遷婉言辭之，家酷貧庵居，蔬食以終。
4. ↑  錢海岳《南明史·卷八十八·列傳第六十四》：同時青、登、萊及遼東遺臣……謝繼遷，字禹門，崇禎十年進士。永平推官。北變，庵居蔬食終。